# Rocío Gálvez
Rocío Gálvez, née le 15 avril 1997 à Cordoue en Espagne, est une footballeuse internationale espagnole. Elle évolue au poste de défenseure centrale au Real Madrid.

## Biographie

### En club
En 2015, elle atteint les huitièmes de finale de la Ligue des champions féminine avec l'Atlético de Madrid. Son équipe est battue par l'Olympique lyonnais.

### En équipe nationale
Avec les moins de 17 ans, elle participe au championnat d'Europe des moins de 17 ans en 2014. L'Espagne s'incline en finale face à l'Allemagne.
Elle dispute ensuite la Coupe du monde des moins de 17 ans organisée au Costa Rica. Lors de ce mondial, elle joue cinq matchs. L'Espagne s'incline en finale face au Japon.
Avec les moins de 19 ans, elle participe au championnat d'Europe des moins de 19 ans en 2015. L'Espagne s'incline en finale face à la Suède.
Elle dispute ensuite la Coupe du monde des moins de 20 ans organisée en Papouasie-Nouvelle-Guinée. Lors de ce mondial, elle ne joue que deux rencontres.

## Palmarès

### En équipe nationale
- Finaliste de la Coupe du monde féminine des moins de 17 ans en 2014 avec l'équipe d'Espagne des moins de 17 ans
- Finaliste du championnat d'Europe des moins de 17 ans en 2014 avec l'équipe d'Espagne des moins de 17 ans
- Finaliste du championnat d'Europe des moins de 19 ans en 2015 avec l'équipe d'Espagne des moins de 19 ans
- Vainqueur de la Coupe du monde en 2023 avec l'équipe d'Espagne.

### En club
- Championne d'Espagne en 2017 avec l'Atlético Madrid
- Vice-championne d'Espagne en 2015 avec l'Atlético Madrid
- Vainqueur de la Coupe d'Espagne en 2016 avec l'Atlético Madrid
- Finaliste de la Coupe d'Espagne en 2017 avec l'Atlético Madrid